# The Young Lions (band)
The Young Lions was een Amsterdams collectief van muzikanten en kunstenaars met het schijnbare voorkomen van een postpunk- en experimentele-rockband, actief van midden 1979 tot begin 1981. De groep speelde een centrale rol in de toenmalige Ultra-beweging en onderscheidde zich door een vaak abstracte en conceptuele manier van werken. Zo werden de elf nummers op Small World (met teksten gebaseerd op de roman The Lost Weekend van Charles R. Jackson) in volgorde gecomponeerd gedurende één ononderbroken, bijna etmaal lange, studiosessie en vervolgens eenmalig live uitgevoerd.

## Bezetting
- Tim Benjamin - gitaar, bas
- Ronald Heiloo † - keyboard, zang
- Peter Mertens - gitaar, bas
- Harold Schellinx † - gitaar, bas, elektronica
- Rob Scholte - elektronische bongo's, zang

## Discografie
- "No News, Strange Rumours", Plurex 0013 (Amsterdam, 1980)
- "1979-1980" (cassette), Amphibious (Amsterdam, 1983)
- "Small World" (live at Ultra, cassette), Amphibious (Amsterdam, 1983)

## Links
- http://theyounglions.nl/ Officiële website